# Pterodroma inexpectata
Pterodroma inexpectata е вид птица от семейство Procellariidae. Видът е почти застрашен от изчезване.

## Разпространение
Видът е разпространен в Антарктида, Австралия, Маршалови острови, Нова Зеландия, САЩ и Фиджи.